# Bundesautobahn 63
Die Bundesautobahn 63 (Abkürzung: BAB 63) – Kurzform: Autobahn 63 (Abkürzung: A 63) – ist eine deutsche Autobahn, die von Mainz nach Kaiserslautern führt. Dabei verbindet sie das Rhein-Main-Gebiet mit dem Großraum Saarbrücken, von wo aus mit der BAB 6 eine grenzüberschreitende Anbindung nach Frankreich besteht. Der Autobahn kommt somit überregionale Bedeutung zu.
Zwischen Mainz und Alzey wurde die BAB 63 in den 1970er Jahren gebaut, wobei die Errichtung des Ausweichsitzes der Landesregierung Rheinland-Pfalz in Alzey mit ausschlaggebend für die Fertigstellung dieses Teilstücks war. Die Fortsetzung bis Kaiserslautern wurde in ihrem letzten Abschnitt im Oktober 2004 eröffnet.

## Streckenverlauf
Die BAB 63 beginnt im Kreuz Mainz-Süd, wo sie aus der Trasse der von der Mainzer Innenstadt her kommenden, vierstreifig ausgebauten und richtungsgetrennten B 40 hervorgeht. Sie kreuzt die BAB 60, die den südlichen Abschnitt des Mainzer Autobahnrings bildet, und führt von dort bis Alzey in südwestliche Richtung durch das Rheinhessische Hügelland, größtenteils dem Verlauf der alten B 40 folgend, über Nieder-Olm und Wörrstadt. Bei Wörrstadt befindet sich zurzeit ein Autohof im Bau, da entlang des gesamten Teilstücks von Mainz bis Alzey keinerlei Rastplätze vorhanden sind.
Im Kreuz Alzey wird die BAB 61 (Venlo–Koblenz–Ludwigshafen–Hockenheim) gekreuzt. Dabei sind die Verbindungen aus von der BAB 63 aus Richtung Mainz auf die BAB 61 in Richtung Ludwigshafen und umgekehrt zweistreifig als Direktverbindung ausgeführt, da zum Bauzeitpunkt der Abschnitt zwischen Alzey und Kaiserslautern noch nicht vollständig war und der Schwerlastverkehr in Richtung Saarbrücken über die BAB 61 und schließlich die BAB 6 geleitet wurde. Nach der Umfahrung von Alzey auf einer rund 1300 m langen Talbrücke erreicht die Autobahn bei Kirchheimbolanden das Randgebiet vom Rheinhessischen Hügelland hin zum Nordpfälzer Bergland im Nordwesten und dem Pfälzerwald im Süden. Der höchste Berg der gesamten Pfalz, der Donnersberg liegt dabei unmittelbar an der Strecke.
Bis Winnweiler folgt die Autobahn nun einer beide Mittelgebirge voneinander trennenden Senke, die wegen der früheren Kaiserstraße Paris–Mainz auch als Kaiserstraßensenke bezeichnet wird. Danach durchquert sie die ersten nördlichen Ausläufer des Pfälzerwalds, ehe sie in einer relativ steilen Kurvenkombination hinab nach Kaiserslautern führt. Noch vor der Einmündung in die BAB 6, die als Direktverbindung nur von und aus Richtung Saarbrücken ausgeführt ist, besteht eine Anschlussstelle, die auf die L 395 ins Kaiserslauterner Stadtzentrum führt. Über diese Anschlussstelle ist auch eine Verbindung zur BAB 6 in Richtung Mannheim möglich.

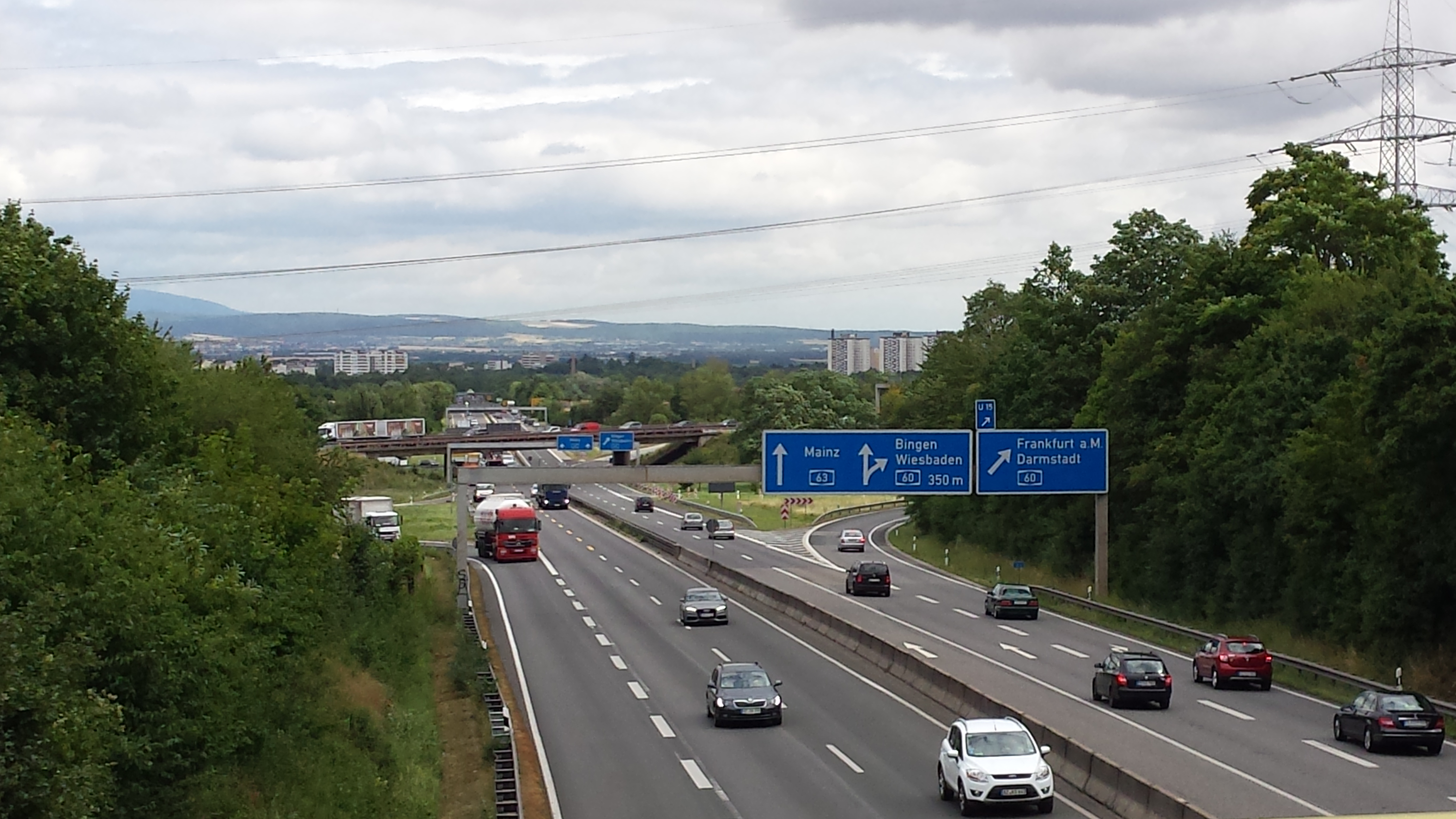
Beginn der BAB am Kreuz Mainz-Süd
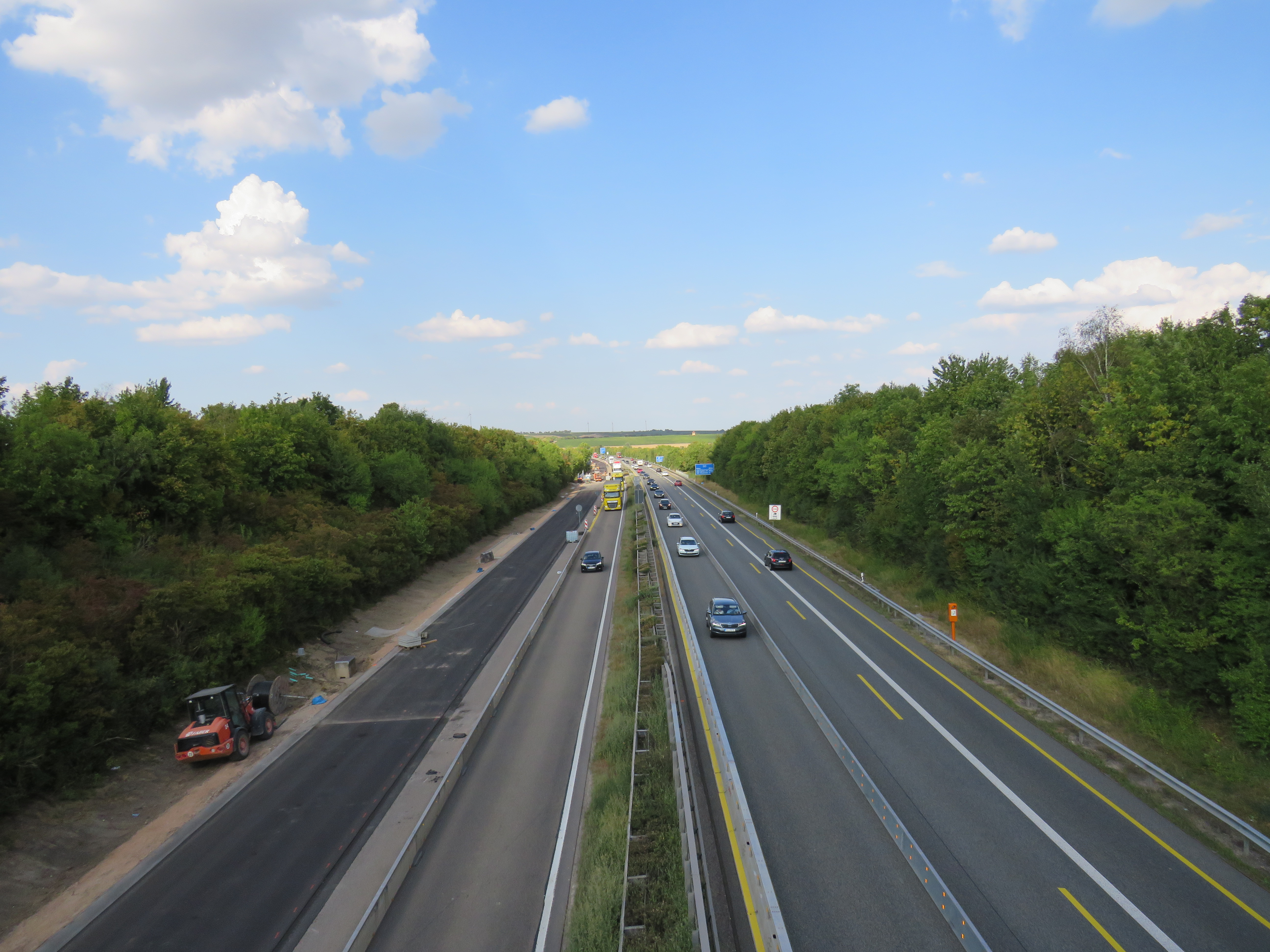
Nördlich von Alzey
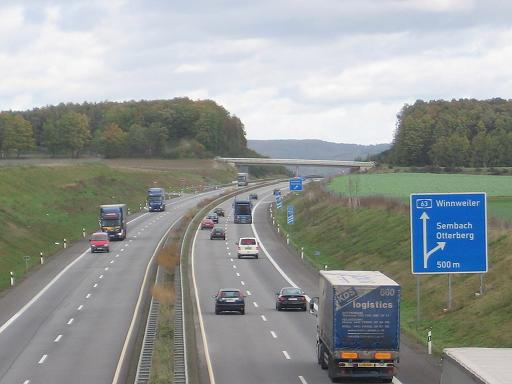
Als letztes eröffnetes Teilstück bei Sembach

## Geschichte
Die heutige BAB 63 folgt ihrem Verlauf zwischen Mainz und Kaiserslautern größtenteils einem Teilstück der B 40. Diese wiederum geht in ihrem westlichen Abschnitt auf die 1806 bis 1811 unter Napoleon Bonaparte gebaute Grande Route Imperiale zurück, die Paris mit Mainz verband. Das gesamte linksrheinische Gebiet Deutschlands war damals (1798–1814) von Frankreich annektiert und analog zur Verwaltungsgliederung Frankreichs in Départements unterteilt worden, diese wiederum in Arrondissements. Mainz (französisch Mayence) war zu diesem Zeitpunkt Verwaltungssitz des Département du Mont-Tonnerre (benannt nach dem Donnersberg, frz. Mont Tonnerre). Mit Einführung der Nummerierung wichtiger Fernstraßen in der Weimarer Republik wurde aus der nun Kaiserstraße genannten Fernverbindung 1932 die Reichsstraße 40, nach dem Zweiten Weltkrieg schließlich die Bundesstraße 40.

### Erste Planungen
Pläne für ausschließlich dem Kraftverkehr vorbehaltene Fernstraßen wurden schon in den 1920er Jahren ausgearbeitet. Bereits im „Vorentwurf zu einem Kraftwagenstraßennetz Deutschland“ vom März 1926 schlug der Planungsausschluß der Studiengesellschaft für Automobilstraßenbau eine Streckenführung von Frankfurt am Main über Mainz, Kaiserslautern und Saarbrücken nach Frankreich für den ersten Ausbauabschnitt vor.
Nach der Machtergreifung der Nationalsozialisten im Januar 1933 begann man rasch mit dem Bau des Reichsautobahn-Netzes, das im Grunde genommen auf Plänen des Vereins HaFraBa (Vereins zur Vorbereitung der Autostraße Hansestädte–Frankfurt–Basel) der 1920er Jahre basierte, die von der NSDAP noch in den Jahren zuvor strikt abgelehnt wurden. Auch eine Direktverbindung zwischen Frankfurt am Main und Saarbrücken war im Grundnetz, etwa auf einer Karte von 1935, vorgesehen, zur Baureife kam diese Strecke jedoch nicht.  Bis zur kriegsbedingten Einstellung der Bauarbeiten ab 1941 waren in dieser Region neben der als erstes gebauten Strecke Frankfurt–Mannheim/Heidelberg–Karlsruhe einige Abschnitte der Strecke Mannheim–Saarbrücken fertiggestellt. Nicht mehr fertiggestellt wurde die Rheinbrücke bei Ludwigshafen und der Abschnitt von Landstuhl nach Saarbrücken.

### Bau der Autobahn
Einige Jahre nach Kriegsende begann man, nachdem Kriegsschäden wie etwa gesprengte Autobahnbrücken beseitigt und provisorisch erneuert hatte, mit dem Weiterbau des Autobahnnetzes. In der jungen Bundesrepublik legte man zunächst den Fokus auf den Weiterbau der vor dem Krieg begonnenen, aber nicht mehr fertiggestellten Strecken. In den 1960er Jahren begann dann der Bau neuer Schnellstraßen, die häufig als Bundesstraßen-Neubauten der Ersatzbundesstraßen (EB) bezeichnet wurden. Ein Produkt dieser Zeit ist der Autobahnring um Mainz, der Anfang der 1960er Jahre als Neubau der B 9 gebaut und Anfang der 1970er Jahre schließlich zur Autobahn umgewidmet wurde. Seit 1975 ist der südliche Mainzer Ring Teil der BAB 60.
Zu dieser Zeit begann auch der Autobahnbau zunächst zwischen dem Mainzer Ring und Alzey. Neben einem allgemein starken Ausbau des Autobahnnetzes in Westdeutschland machte besonders ab 1979 die Errichtung des Ausweichsitzes der Landesregierung Rheinland-Pfalz unter der Turnhalle des Staatlichen Aufbaugymnasiums in Alzey den Bau dieser Strecke dringlich. Das Mitte der 1960er Jahre errichtete Kreuzungsbauwerk des Mainzer Rings mit der in die Mainzer Innenstadt (Pariser Tor) führenden B 40 bei Mainz-Marienborn wurde dabei als Ausgangspunkt der neuen Autobahn gewählt – somit ergibt sich ein Übergang zwischen der bestehenden Kraftfahrstraße und der im Bau befindlichen Autobahn im Autobahnkreuz selbst. Die ersten Kilometer bis in Höhe der heutigen Anschlussstelle Klein-Winternheim wurden dabei direkt auf der alten Trasse der B 40 gebaut, ehe die alte Bundesstraße durch den Ort selbst in Richtung Nieder-Olm führt. Bis zum Endpunkt des ersten 1976 freigegebenen Autobahnstücks an der Anschlussstelle Nieder-Olm wurde bereits eine eigene Autobahntrasse eingerichtet.
Zwei Jahre später entstand das nächste Teilstück zwischen der Anschlussstelle Wörrstadt und dem Autobahnkreuz Alzey mit der in diesem Bereich drei Jahre zuvor eröffneten BAB 61. Von Anfang an waren die späteren Verbindungen Mainz–Ludwigshafen und umgekehrt als großzügig dimensionierte, zweispurige Direktverbindungen ausgeführt, um den Schwerlastverkehr mit dem Ziel Saarbrücken bzw. Frankreich nicht über den eigentlich direkteren Weg über die Landstraße bis Kaiserslautern, sondern über die Bundesautobahnen 61 und 6 zu führen.
Der Lückenschluss zwischen Mainz und Alzey wurde weitere zwei Jahre später am 12. Dezember 1980 mit der Inbetriebnahme des Abschnitts zwischen Nieder-Olm und Wörrstadt fertiggestellt. Die heutige Anschlussstelle Saulheim war zwar schon beim Bau des Abschnitts als Nieder-Olm-Süd geplant, wurde aber erst nachträglich errichtet. Ein Jahr später folgte das erste Teilstück südwestlich des Kreuz Alzey bis zur Anschlussstelle Freimersheim. In diesem Abschnitt, der auch als Ortsumgehung der Stadt Alzey konzipiert wurde, befindet sich mit der rund 1,3 km langen Talbrücke Weinheim das längste Brückenbauwerk der gesamten Strecke.
Der Bau der durchgehenden Strecke von Alzey bis Kaiserslautern zog sich über rund 20 Jahre. Der Abschnitt zwischen Freimersheim und Kirchheimbolanden verzögerte sich aufgrund der nach Einsprüchen mehrerer Landwirte notwendigen Umplanung des Autobahn-Behelfsflugplatzes in Höhe Morschheim, sodass der anschließende Abschnitt zwischen der Anschlussstelle Kirchheimbolanden und einem provisorischen Anschluss an die L 394 bei Steinbach am Donnersberg zuerst, im Jahr 1989 fertiggestellt wurde. Die Lücke zwischen Freimersheim und Kirchheimbolanden wurde schließlich 1993 geschlossen. Der Wegfall der provisorischen Anschlussstelle folgte 1996 mit dem Weiterbau zur Anschlussstelle Winnweiler, ehe im Jahr darauf ein weiterer Abschnitt zu einem neuen provisorischen Anschluss bei Lohnsfeld endete. Bis zur Anschlussstelle Sembach war die BAB 63 schließlich 1999 fertig, womit einzig das Teilstück bis zum Anschluss an die BAB 6 bei Kaiserslautern fehlte.
Der Abschnitt Sembach–Autobahndreieck Kaiserslautern wurde am 15. Oktober 2004 dem Verkehr übergeben, womit fast 30 Jahre nach dem Bau des ersten Teilstücks die 73 km lange Autobahn erstmals durchgehend befahrbar ist. Neben der bautechnisch aufwendigen Linienführung am nördlichen Rand des Pfälzerwalds war besonders die Zerschneidung der Mehlinger Heide durch die Autobahn umstritten. Es dauerte bis ins Jahr 2001, bis eine geeignete Trassenführung gefunden und somit der Bau im letzten Abschnitt erst beginnen konnte.

### Liste der Verkehrsfreigaben
| Abschnitt                              | Jahr | km      |
| -------------------------------------- | ---- | ------- |
| Kreuz Mainz-Süd – AS Nieder-Olm        | 1976 | 11,5 km |
| AS Nieder-Olm – AS Wörrstadt           | 1980 | 7,6 km  |
| AS Wörrstadt – Kreuz Alzey             | 1978 | 8,5 km  |
| Kreuz Alzey – AS Freimersheim          | 1981 | 7,4 km  |
| AS Freimersheim – AS Kirchheimbolanden | 1993 | 6,6 km  |
| AS Kirchheimbolanden – Steinbach       | 1989 | 11,0 km |
| Steinbach – AS Winnweiler              | 1996 | 6,6 km  |
| AS Winnweiler – Lohnsfeld              | 1997 | 8,3 km  |
| Lohnsfeld – AS Sembach                 | 1999 | 3,1 km  |
| AS Sembach – Dreieck Kaiserslautern    | 2004 | 9,8 km  |

## Verkehrsbedeutung
Als Direktverbindung zwischen den beiden rheinland-pfälzischen Städten Mainz und Kaiserslautern besitzt die BAB 63 zunächst regionalen Charakter, seit der Fertigstellung des letzten Abschnitts im Jahr 2004 stellt sie darüber hinaus auch die kürzeste Verbindung zwischen dem Rhein-Main-Gebiet und Frankreich dar. Nebenbei ist die Autobahn auch für die amerikanischen Streitkräfte die schnellste Verbindung zwischen den Hauptquartieren der United States Air Forces in Europe (Ramstein Air Base) und den Landstreitkräften (US Army Europe) in der Wiesbadener Lucius D. Clay Kaserne (Flugplatz Wiesbaden-Erbenheim).
Bei der manuellen Straßenverkehrszählung der Bundesanstalt für Straßenwesen, die alle fünf Jahre durchgeführt wird, wurde 2010 eine „durchschnittliche tägliche Verkehrsstärke“ (DTV) zwischen 24.000 und 63.000 Kraftfahrzeugen pro Tag mit einem 10,3-prozentigen Anteil (Medianwert) des Schwerverkehrs (Busse, Lkw > 3,5 t zulässiges Gesamtgewicht mit und ohne Anhänger, Sattelzüge) an allen Kraftfahrzeugen festgestellt. Fünf Jahre zuvor, im Jahr 2005, waren es zwischen 20.400 und 60.700 Fahrzeuge (10,1 %).
Der meistbefahrene Abschnitt bei der Verkehrszählung 2010 befindet sich zwischen dem Autobahnkreuz Mainz-Süd und der Anschlussstelle Klein-Winternheim. Danach nimmt der Fahrzeugverkehr stetig ab. Zwischen den Anschlussstellen Kirchheimbolanden und Göllheim erreicht er mit 24.000 Fahrzeugen pro Tag dann seine niedrigste Auslastung. Es sind damit die gleichen Abschnitte wie 2005.

### Durchschnittliche tägliche Verkehrsstärke (DTV) 2015
Im Zuge der manuellen Verkehrszählung der Bundesanstalt für Straßenwesen im Jahr 2015 wurde die folgende durchschnittliche tägliche Verkehrsstärke ermittelt. Der Abschnitt zwischen Mainz und Alzey weist dabei nach wie vor eine deutlich höhere Verkehrsbelastung auf als der Abschnitt zwischen Alzey und Kaiserslautern.
| Abschnitt                           | DTV    |
| ----------------------------------- | ------ |
| Kreuz Mainz-Süd – Klein-Winternheim | 64.600 |
| Klein-Winternheim – Nieder-Olm      | 58.400 |
| Nieder-Olm – Saulheim               | 52.200 |
| Saulheim – Wörrstadt                | 44.800 |
| Wörrstadt – Biebelnheim             | 45.200 |
| Biebelnheim – Kreuz Alzey           | 38.600 |
| Kreuz Alzey – Erbes-Büdesheim       | 32.000 |
| Erbes-Büdesheim – Freimersheim      | 26.900 |
| Freimersheim – Kirchheimbolanden    | 27.600 |
| Kirchheimbolanden – Göllheim        | 26.100 |
| Göllheim – Winnweiler               | 26.100 |
| Winnweiler – Sembach                | 28.200 |
| Sembach – Dreieck Kaiserslautern    | 31.400 |

### Tempolimits
An mehreren Punkten entlang der Autobahn wurden feste oder variable Geschwindigkeitsbegrenzungen eingeführt. Auf der B40, der Fortsetzung der BAB 63 Richtung Norden in die Mainzer Innenstadt, gilt aus Lärmschutzgründen dauerhaft 70 km/h.
| Autobahnkreuz Mainz-Süd        | Ab Kilometer 2,0  | 100 km/h / 130 km/h | Temporäre Seitenstreifenfreigabe (TSF)                    |
| Nieder-Olm                     | Ab Kilometer 9,0  | Unbegrenzt          |                                                           |
| AS Erbes-Büdesheim             | Ab Kilometer 30,0 | 130 km/h            | Seitenwind auf der Talbrücke Weinheim                     |
| AS Freimersheim                | Ab Kilometer 33,5 | Unbegrenzt          |                                                           |
| AS Winnweiler                  | Ab Kilometer 59,5 | 130 km/h            |                                                           |
| AS Sembach                     | Ab Kilometer 63,0 | Unbegrenzt          |                                                           |
| AS Kaiserslautern              | Ab Kilometer 68,5 | 130 km/h            | Enge Kurvenlage und Staugefahr vor der Überleitung zur A6 |
| AS Kaiserslautern              | Ab Kilometer 69,5 | 100 km/h            |                                                           |
| Autobahndreieck Kaiserslautern | Ab Kilometer 71,5 | 100 km/h            | Wechselverkehrszeichen vor der Überleitung zur A6         |

## Ausbau

### Standspurfreigabe und Verkehrsbeeinflussungsanlage
Aufgrund des hohen Verkehrsaufkommens unmittelbar südlich des Autobahnkreuzes Mainz-Süd, das auf der ursprünglich vierstreifigen Strecke häufig für Stau sorgte, wurde der Abschnitt bis zur Anschlussstelle Nieder-Olm in den letzten Jahren der Verkehrsmenge angepasst. Zwischen dem Kreuz Mainz-Süd und der Anschlussstelle Klein-Winternheim bestand bereits vor Beginn dieser Bauarbeiten ein dritter, zusätzlicher Fahrstreifen in beide Richtungen, wobei der Beschleunigungsstreifen des Autobahnkreuzes in den Verzögerungsstreifen der Anschlussstelle überging.
Zunächst markierte man zwischen Mitte September und Ende Dezember 2007 den Standstreifen der Richtungsfahrbahn Kaiserslautern zwischen den Anschlussstellen Klein-Winternheim und Nieder-Olm in einen zusätzlichen Fahrstreifen um und erneuerte im Anschluss von Anfang Mai bis Mitte August 2008 die Richtungsfahrbahn Mainz. Dabei wurde auch auf dieser Seite der Standstreifen in einen dritten Fahrstreifen ummarkiert. Bis Ende Dezember 2008 war der Abschnitt Kreuz Mainz-Süd–Nieder-Olm in beide Richtungen dreispurig: Die jeweiligen Beschleunigungsstreifen von Nieder-Olm Richtung Mainz und die Überleitung von der A 60 aus Richtung Bingen am Rhein nach Nieder-Olm gehen nach ca. 7 km in einen Verzögerungsstreifen für die Abfahrt Nieder-Olm bzw. Überleitung zur A60 Richtung Frankfurt am Main über. Mit dem Wegfall des Seitenstreifens wurden zusätzliche Nothaltebuchten notwendig. Bis November 2009 wurde anschließend die Richtungsfahrbahn Kaiserslautern saniert, wobei außerdem der Lärmschutz für die direkt an der Autobahn liegende Gemeinde Ober-Olm verbessert wurde.
In einer zweiten Bauphase wurde der Abschnitt ab 2011 mit Verkehrstelematik ausgerüstet. Dabei wurden von April bis September neue Schilderbrücken mit Wechselverkehrszeichen (Prismenwender) und intelligente Verkehrszeichenanlagen (dWiSta) sowie Überwachungskameras von Funkwerk am kompletten Streckenabschnitt für eine Temporäre Seitenstreifenfreigabe (TSF) aufgebaut. Der dritte, zusätzliche Fahrstreifen zwischen Kreuz Mainz-Süd und Nieder-Olm wurde wieder in einen Standstreifen ummarkiert, der aufgrund der Nutzung als temporärer Fahrstreifen allerdings breiter ist und sich zusätzlich Nothaltebuchten an der Fahrbahn befinden. Seit dem 16. April 2012 ist die Anlage in Betrieb.

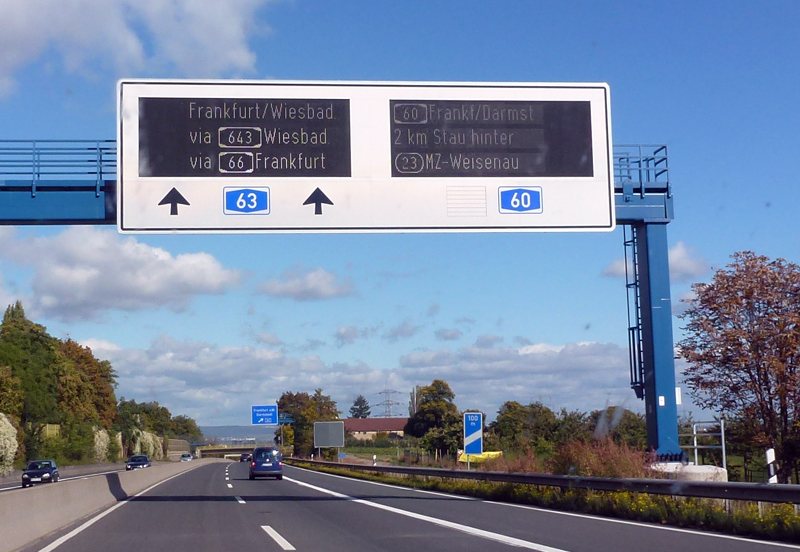
dWiSta (Intelligente Anzeigetafel) kurz vor dem Kreuz Mainz-Süd. Hinweis auf einen Stau auf der A 60 in Richtung Frankfurt mit der Empfehlung, über die A 643 und die A 66 nach Frankfurt zu fahren (2012)
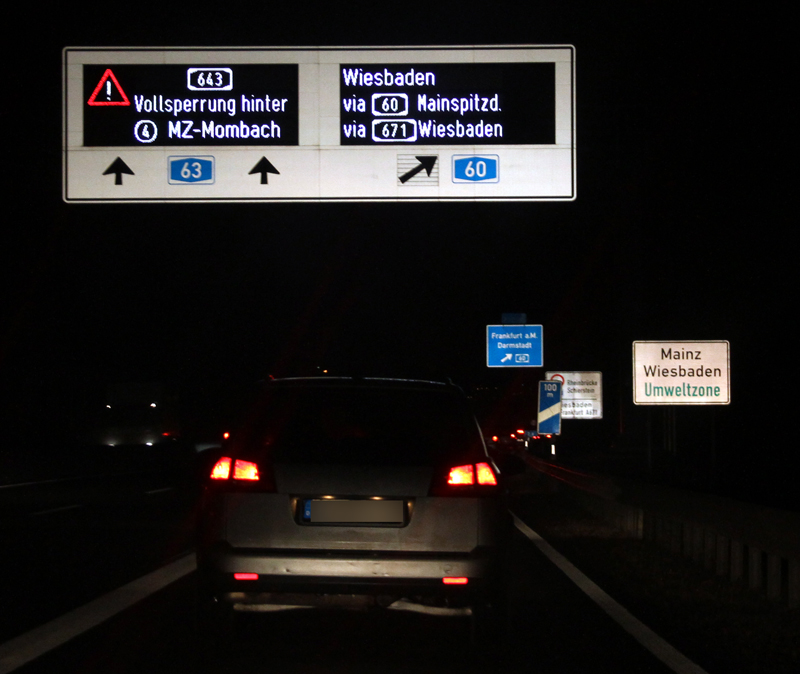
Gleiche Anzeigetafel diesmal mit Umleitungshinweis, wegen der gesperrten Schiersteiner Brücke über die A 60 und A 671 nach Wiesbaden zu fahren (Februar 2015).
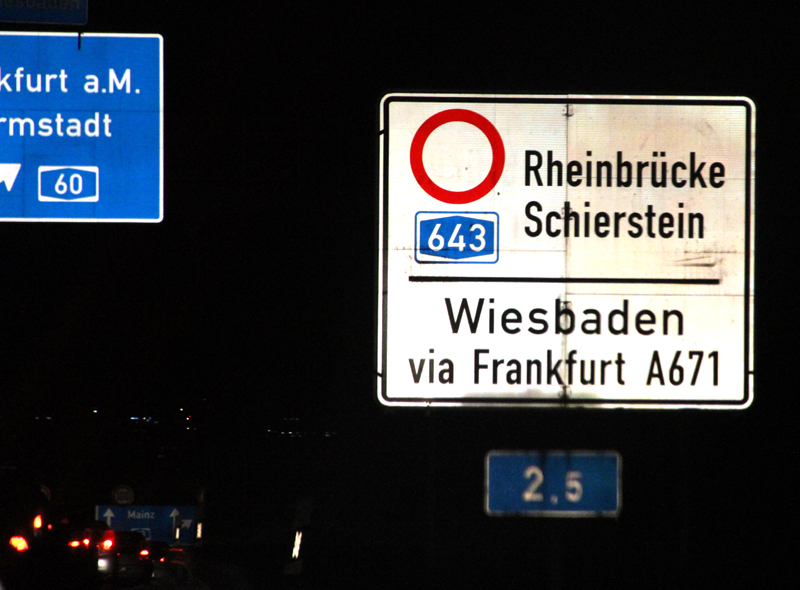
Bereits vor der Installation der intelligenten Anzeigetafel wurde Mitte der 2000er Jahre ein festinstalliertes Schild errichtet, welches im Bedarfsfall aufgeklappt werden kann und auf eine Sperrung der Schiersteiner Brücke hinweist.

Im April 2013 begannen die Bauarbeiten für den Ausbau und die Erweiterung die TSF von Nieder-Olm nach Saulheim zu verlängern, da sich in Saulheim ein Paketzentrum der Deutschen Post DHL befindet. Die Bauarbeiten sollten ursprünglich, nach dem Baustellen-Informations-Schild, bis Juli 2013 dauern, wurden dann um einen Monat verlängert, um im September dann bis Dezember 2013 weiter verlängert zu werden. Bisher (Stand: März 2019) wurde noch keine TSF-Anlage zwischen den Anschlussstellen Nieder-Olm und Saulheim installiert.
Der auf der Fahrbahn zwischen Saulheim und Nieder-Olm eingebrachte spezielle lärmverringernde Asphalt wies nach gut einem Jahr Löcher auf, da dieser fehlerhaft aufgetragen wurde. Die Fahrbahn musste daher an einem Wochenende komplett abgefräst und neu eingebracht werden. Das Straßenbauunternehmen trug die Kosten der Sanierung.

### Autohöfe und Parkplätze
Auf dem ältesten Streckenabschnitt zwischen Mainz und Alzey gibt es keine Rastanlagen. Erst bei Kirchheimbolanden und ein paar Kilometer weiter am Donnersberg gibt es Rastplätze. Im August 2008 wurden Planungen für einen Autohof an der Anschlussstelle Wörrstadt bekannt. Bereits seit Mitte der 1990er Jahre sind allerdings auch schon Pläne für einen Autohof an der nächsten Anschlussstelle Biebelnheim bekannt. Beide Projekte waren im August 2008, nach Aussage der zuständigen Behörde, noch nicht genehmigungsfähig. Ein halbes Jahr später sollten die ersten Fakten und Ergebnisse auf Informationsveranstaltungen bekannt gegeben werden. Im September 2009 erfolgte die Genehmigung für den Autohof Wörrstadt, der ursprünglich bereits im Laufe des Jahres 2010 realisiert werden sollte. Die Verbandsgemeinde Wörrstadt schaltete Anfang 2015 das Wirtschaftsministerium ein, nachdem eine Einigung mit dem Infrastrukturministerium unmöglich erschien, da die Kosten für die Entwässerung des Gebietes zum Streitgegenstand wurde. Nach Meinung der Verbandsgemeinde sind die Kosten vom Land, die diese im Auftrag des Bundes, vorgesehen haben, viel zu hoch. Ebenso die Kosten für den notwendigen Kreisel.
Im ersten Halbjahr 2019 fand der Umbau der Anschlussstelle Wörrstadt mit Kreisverkehren statt um den zukünftigen Autohof besser an die Bundesstraße 420 und Autobahn anzuschließen. Der erste Spatenstich für den Autohof bei Wörrstadt fand am 17. Juni 2019 statt. Nachdem bereits im Sommer 2020 die erste Fastfoodkette sowie eine Tankstelle am Autohof eröffnet wurde, weisen seit Juli 2022 Hinweisschilder vor der Abfahrt Wörrstadt und ein Werbepylon auf den Autohof hin.
Eine geplante Tank- und Rastanlage an Stelle des Parkplatzes Donnersberg in Höhe Steinbach am Donnersberg scheiterte bisher am Protest der Anwohner. Eine kleinere Variante, bei der lediglich zusätzliche Parkplätze, aber keine Rastanlage gebaut wird, soll nun realisiert werden, trifft aber ebenfalls auf Proteste der Anwohner. Eine Realisierung ist deshalb ungewiss.
Weil bisher Parkmöglichkeiten fehlen, nutzen viele Lastkraftwagenfahrer die Nothaltebuchten im Abschnitt zwischen Klein-Winternheim und Nieder-Olm, um ihre Ruhepausen durchzuführen. Seit Ende Januar 2018 weisen deshalb Schilder unterhalb der Nothaltebucht-Tafel () in englischer Sprache darauf hin, dass dies kein Rastplatz zum Essen und Schlafen ist.
Am Parkplatz Heubergerhof (zwischen den Anschlussstellen Freimersheim und Kirchheimbolanden) soll zwischen 2025 und 2026 Schnellladesäulen errichtet werden.

### Knotenpunkte

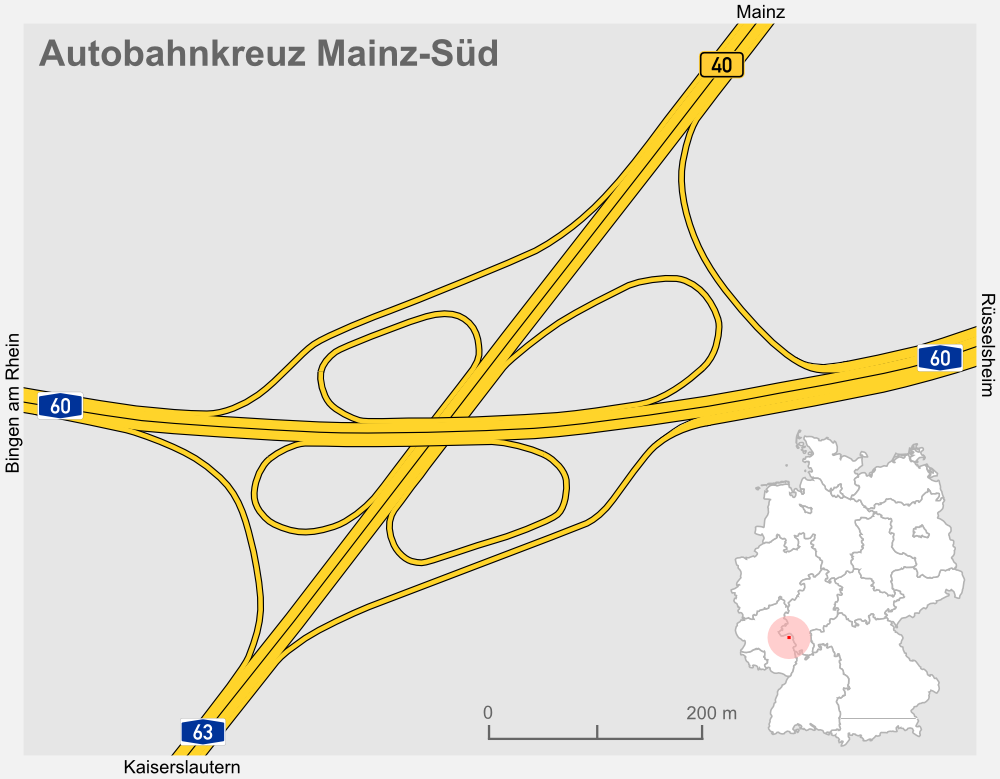
Autobahnkreuz Mainz-Süd
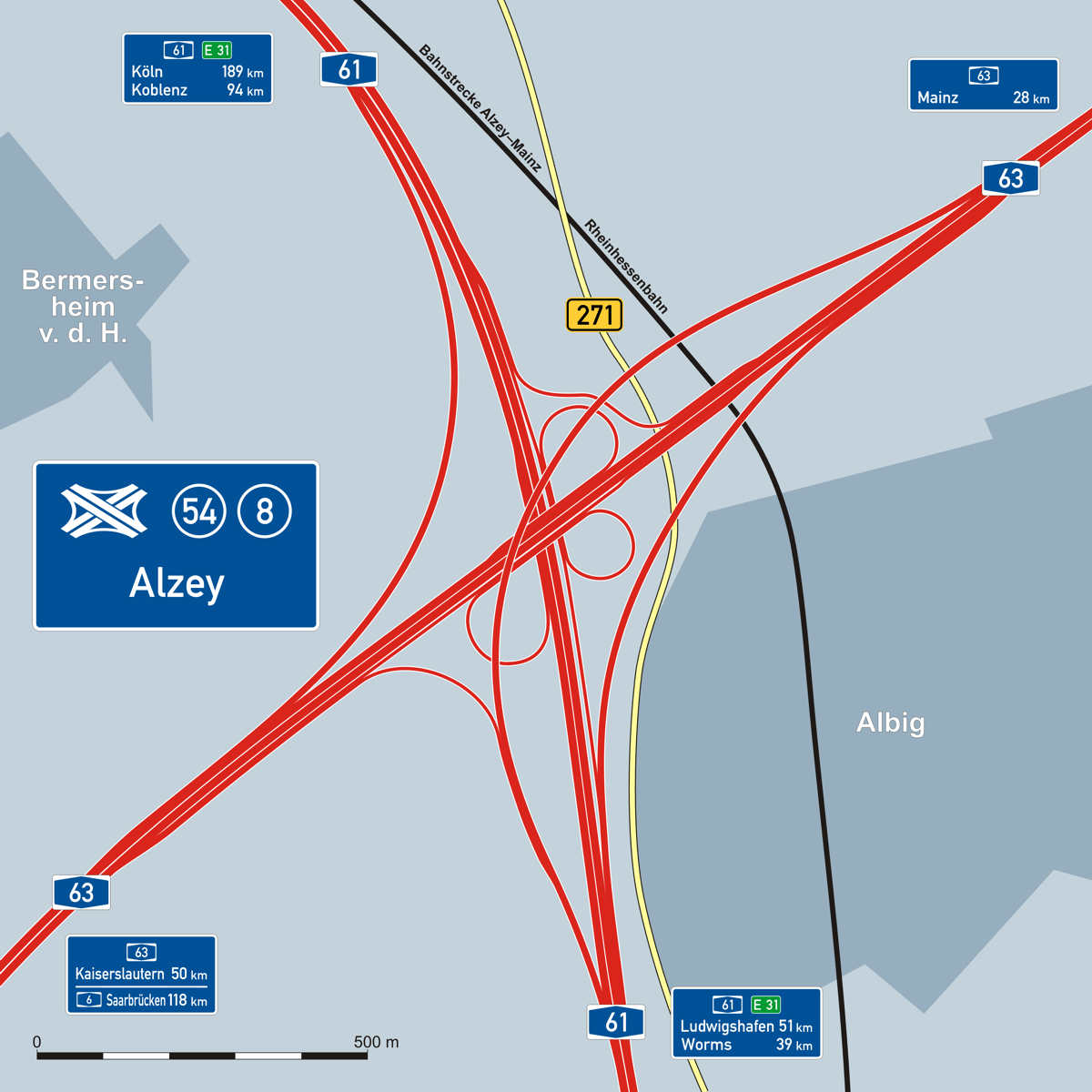
Autobahnkreuz Alzey
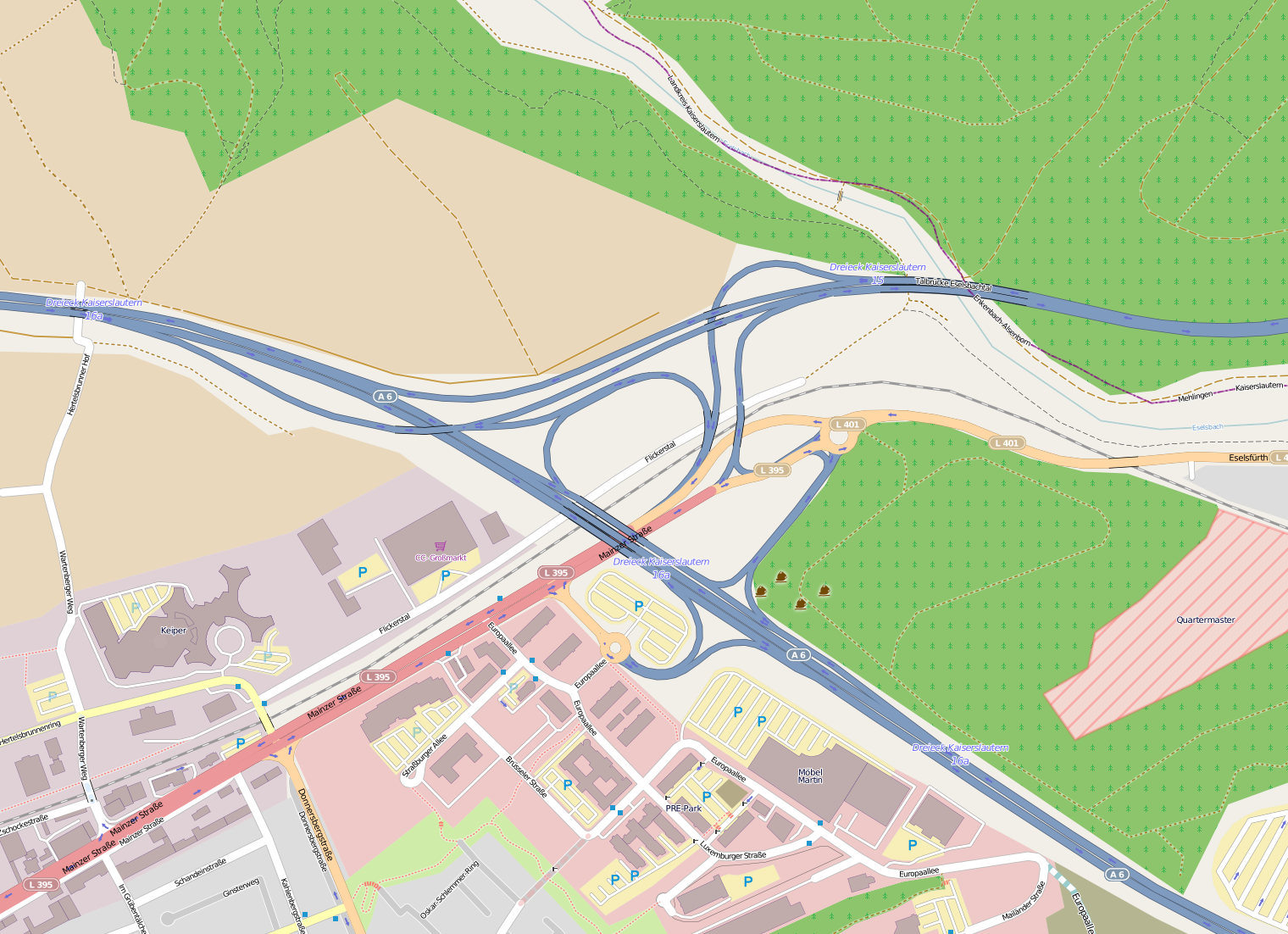
Autobahndreieck Kaiserslautern

## Besonderheiten

### Touristische Hinweisschilder

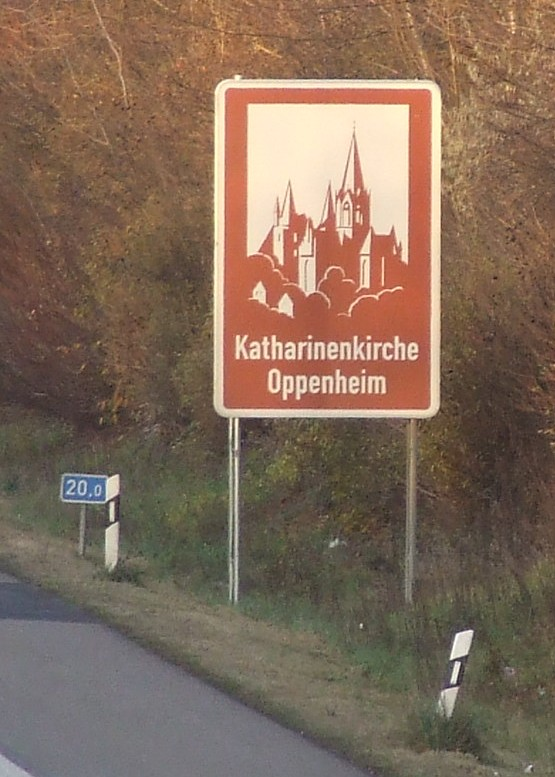
Katharinenkirche in Oppenheim

An der Autobahn befinden sich touristische Hinweisschilder, die auf Sehenswürdigkeiten in der unmittelbaren Nähe abseits der Autobahn hinweisen.
- Dom zu Mainz (nach der AS Nieder-Olm in Richtung Mainz)
- Katharinenkirche Oppenheim (jeweils vor der AS Wörrstadt)
- ehem. Wallfahrtskirche Armsheim (Armsheim, vor der AS Biebelnheim)[39]
- Rheinhessen (in Richtung Mainz vor der AS Freimersheim)
- Keltischer Donnersberg (in Richtung Kaiserslautern vor der AS Kirchheimbolanden)
- Kirchheimbolanden – Kleine Residenz (jeweils vor der AS Kirchheimbolanden)
- Römerpark Vicus Eisenberg (jeweils vor der AS Göllheim)
- Abteikirche Otterberg (nur in Fahrtrichtung Kaiserslautern, vor der AS Sembach)
- Naturpark Pfälzerwald – Biosphärenreservat Pfälzerwald-Nordvogesen (nur in Fahrtrichtung Kaiserslautern vor dem Dreieck Kaiserslautern)
- Japanischer Garten Kaiserslautern (nur in Fahrtrichtung Kaiserslautern vor dem Dreieck Kaiserslautern)

Bis auf das Unterrichtungsschild Katharinenkirche befinden sich alle Ziele, auf die sich die Hinweise beziehen, in einem Radius von ca. fünf Kilometern. Die Katharinenkirche hingegen ist über 20 km östlich von der Autobahn entfernt über die B 420 erreichbar.

### Massenkarambolage 1998
Im März 1998 ereignete sich auf dem Streckenabschnitt zwischen Wörrstadt und Biebelnheim nach einem Sandsturm eine Massenkarambolage. Starker Wind wirbelte auf den angrenzenden staubtrockenen Feldern den Sand hoch und geriet so auf die Autobahn und nahm insgesamt 26 Fahrzeugen die Sicht. Drei Menschen wurden schwer, acht leicht verletzt.

### Fußball-Weltmeisterschaft 2006

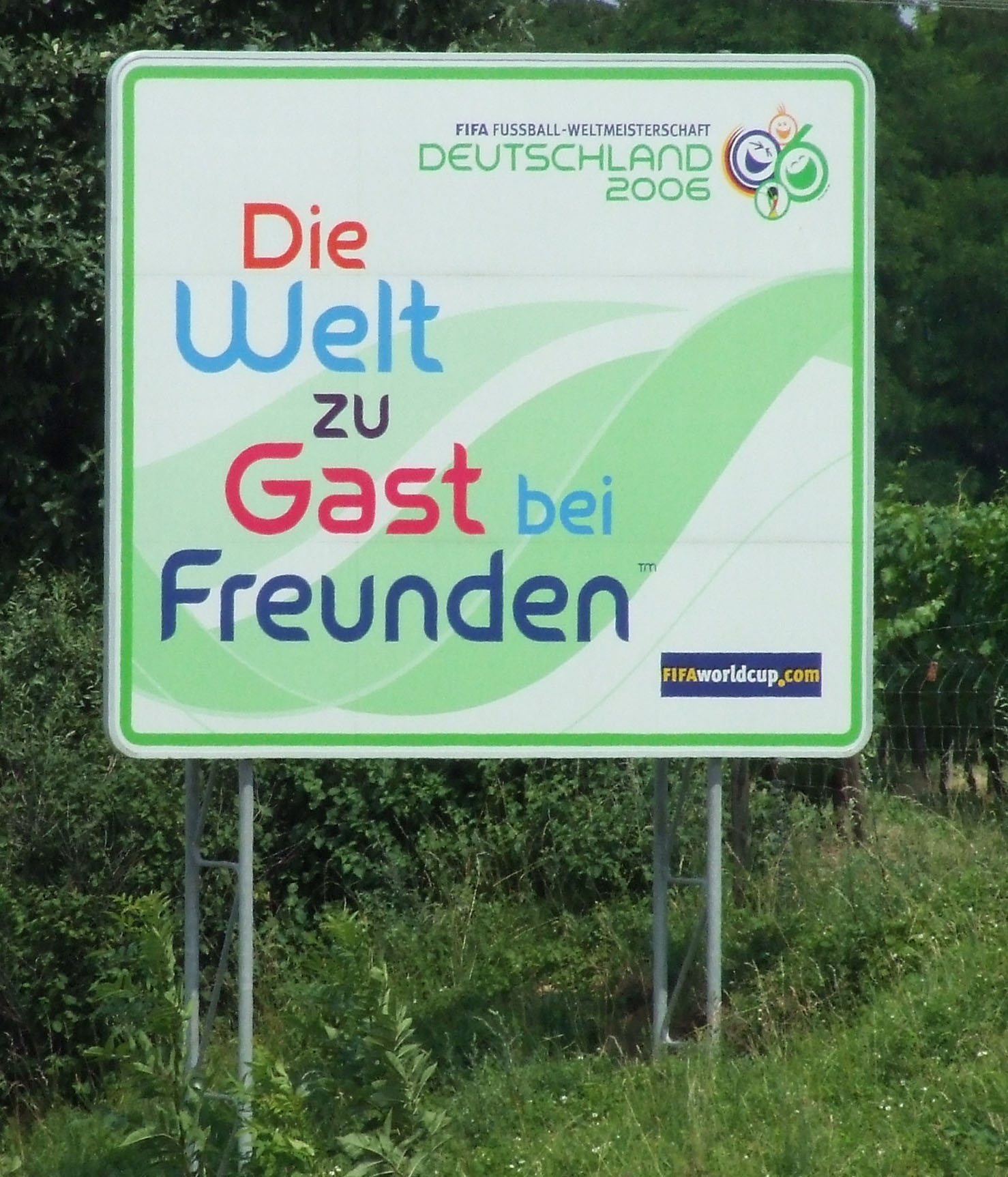
Hinweisschild Die Welt zu Gast bei Freunden an der A 63 bei Udenheim.

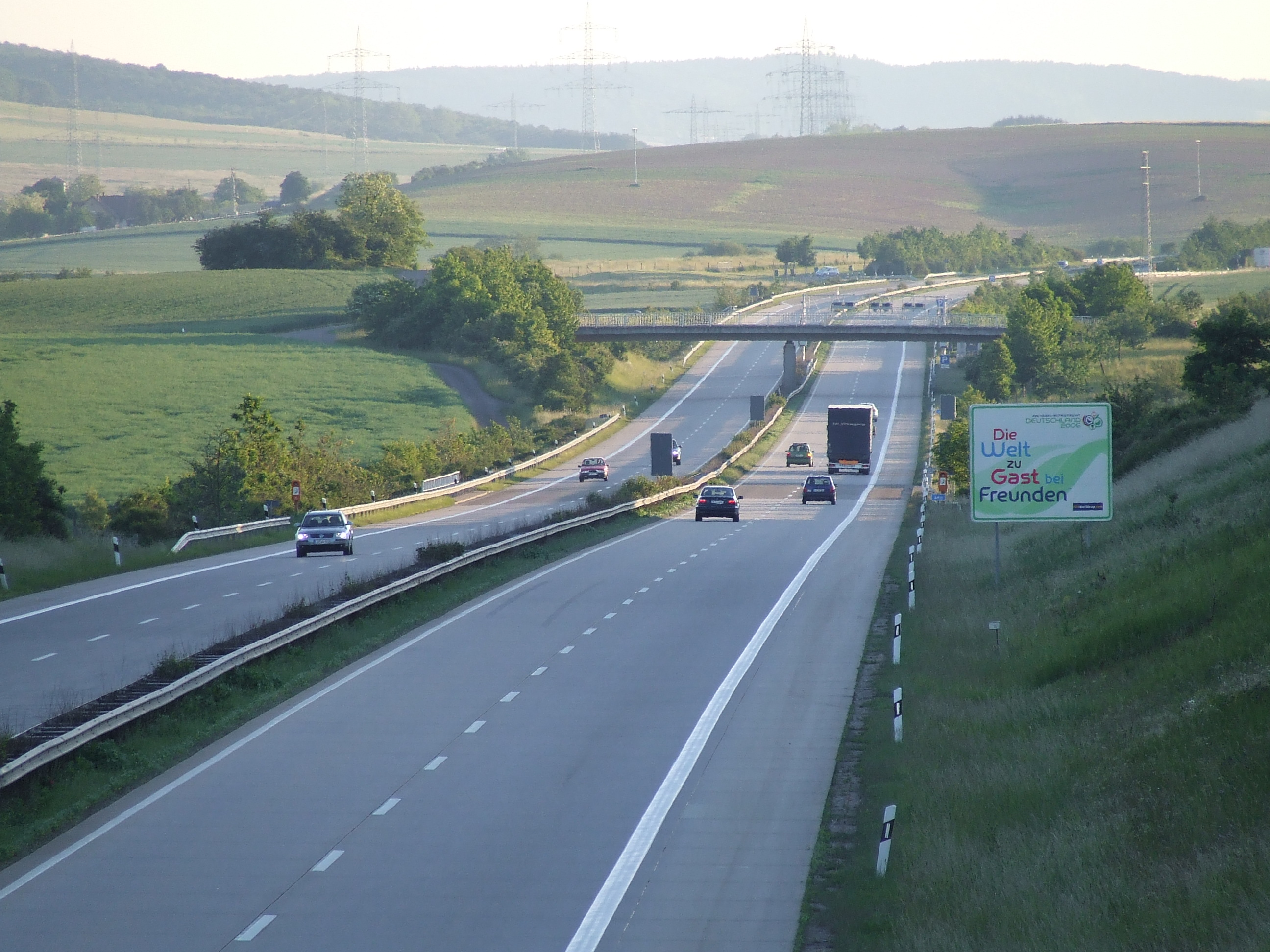
Schild bei Göllheim

Zwischen dem 13. Januar und 8. August 2006 stand zwischen den Anschlussstellen Wörrstadt und Saulheim in der Höhe der Ortschaft Udenheim (zwischen dem Autobahnkilometer 14,5 und 14,0) ein Hinweisschild auf die Fußball-Weltmeisterschaft 2006. Das Schild stand auf der ungefähren Mitte zwischen den beiden WM-Städten Kaiserslautern und Frankfurt am Main.
Ein weiteres Schild befand sich in Fahrtrichtung Kaiserslautern zwischen Göllheim und Winnweiler bei Kilometer 48,5.